# Coleophora cercidiphyllella
Coleophora cercidiphyllella là một loài bướm đêm thuộc họ Coleophoridae. Nó được tìm thấy ở Nhật Bản.
Sải cánh dài 9.5–11 mm.
Ấu trùng ăn Cercidiphyllum japonicum.